# Grote Synagoge (Aden)

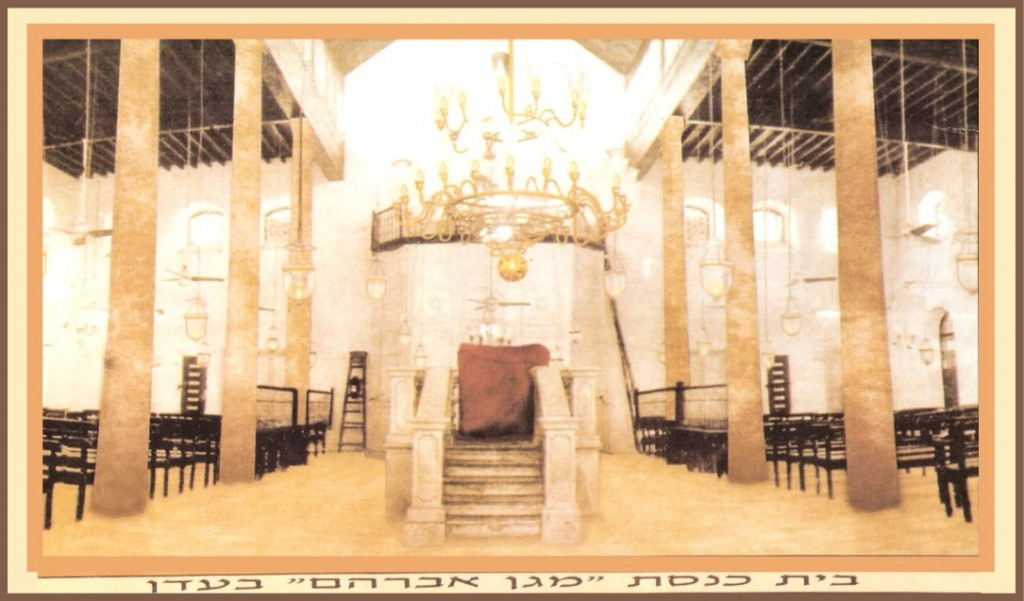
Interieur van het gebouw.

De Grote Synagoge van Aden of Magen Avraham Synagoge (Arabisch: Al-Milama’l-kabira), was een Joods gebedshuis in de Jemenitische stad Aden. Het bouwwerk is verwoest tijdens de pogrom van Aden in 1947.
De synagoge was gebouwd in 1858 en bood plaats aan circa 2000 personen. Aan de oostkant van het gebouw was een vrouwengalerij. De marmeren vloer was zwart-wit geblokt als een schaakbord. De Torahrollen waren voorzien van gouden kronen. Aan beide zijden van de ingang waren de Tien Geboden aangebracht in zilveren lijsten.
In de jaren 40 leefden er circa 1.500 Joden in de stad. Na de stemming in de Veiligheidsraad van de VN op 29 november 1947 over de verdeling van het Britse mandaatgebied Palestina kwam het geweld tot een uitbarsting op 3 december 1947. Na de beschuldiging van de moord op twee lokale meisjes werden bij rellen 82 Joden vermoord en 76 gewond. Van de 170 Joodse winkels in Aden werden er 106 leeggeroofd. Vier synagoges werden verbrand, evenals 220 Joodse woningen. Ook de Grote Synagoge werd verwoest. De 46.000 Joden in Jemen werden door Israël geëvacueerd tijdens Operatie Magic Carpet. Thans is de Joodse gemeenschap in het land nagenoeg geheel verdwenen.